# Ch'oe Sung-no
Choe Sung-no (최승로, 927-989) est un haut fonctionnaire coréen vivant sous les Koryo, auteur d'un long manuel du bon gouvernant, rédigé selon les principes confucéens.

## Poésie
Il a composé "un ensemble significatif de poèmes".